# Codonosmilia
Genre
Espèce
Codonosmilia est un genre éteint de coraux durs de la famille également éteinte des Rhipidogyridae et de l'ordre des Scleractinia, encore appelés scléractiniaires. 
L'espèce type se trouve dans des terrains jurassiques d'Iran et de Tunisie.